# Луцій Кальпурній Пізон Цезонін (консул 148 року до н. е.)
Лу́цій Кальпу́рній Пізо́н Цезоні́н (194 — після 148 р. до н. е.) — політичний, державний та військовий діяч Римської республіки, консул 148 року до н. е.

## Життєпис
Походив із заможного плебейського роду Кальпурніїв. Син Гая Кальпурнія Пізона, консула 180 року до н. е., й Цезонії. 
У 154 році до н. е. Луцій став претором. Як провінцію отримав Дальню Іспанія. Тут він невдало воював з лузітанами, був ними розбитий, внаслідок чого уклав мир.
У 148 році до н. е. його обрано консулом разом з Спурієм Постумієм Альбіном Магном. Під час своєї каденції очолював римську армію у Третій Пунічній війні. Проводив військові дії в Африці, де захопив та зруйнував місто Неаполь, тримав в облозі міста Аспіда й Гіппагрети, але без особливого успіху. Подальша доля Луція Кальпурнія Пізона невідома.

## Родина
- Луцій Кальпурній Пізон Цезонін, консул 112 року до н. е.